# Садала I
Вижте пояснителната страница за други личности с името Садала.
Садала I (Садалас; Sadalas, на старогръцки: Σαδάλας) e цар на одрисите преди 87 пр.н.е. до сл. 79 пр.н.е., син на цар Котис III или Котис V (около 120 пр.н.е.), баща на Котис VI (57-48 пр.н.е.). Споменаването му от видния римски оратор и политик Цицерон (106-43 г. пр.н.е) като важен съюзник е показател за значителния военен и икономически потенциал на одрисите. Садала I участва в няколко военни кампании като съюзник на римската република, във войните срещу Митридат Евпатор. Конницата доведена от него в армията на Сула (128-73 г. пр.н.е.) изиграва важна роля в сражението при Херонея (град в Беотия днес в република Гърция).
След митридатовите войни положението на одриската династия се усложнява: стабилизира се династията на сапеите, а след походът на Лукул срещу Аполония Понтика (79 г. пр.н.е.), повечето от градовете по черноморското крайбрежие приемат покровителството на Рим.